# Bactrocera limbifera
Bactrocera limbifera
 es una especie de díptero que Mario Bezzi describió por primera vez en 1919. Bactrocera limbifera pertenece al género Bactrocera de la familia Tephritidae.  